# Тер, Мушек Адриасович
Мушек Адриасович (Михаил Андреевич) Тер (Тер-Егиазарянц) (настоящая фамилия Егиазарянц, Тер — партийная кличка; 1894 — 28 января 1934) — советский государственный и партийный деятель.

## Биография
Родился в 1894 (по другим данным — 1893) году в Кубе (ныне — Азербайджан) в семье приказчика.
Окончил армянскую церковно-приходскую школу (1909), затем Бакинскую агрогимназию (1912) и физико-математический факультет Московского университета (1917). За революционную деятельность подвергался репрессиям (ссылка, тюрьма).
С июля 1917 по ноябрь 1918 — управляющий делами Хамовнической районной управы, член Исполнительного комитета Хамовнического районного Совета (Москва). В 1918—1919 годах — уполномоченный ВЦИК в Нижнем Новгороде, затем секретарь Курского губисполкома.
Участник Гражданской войны в 1919—1920 годах (Южный фронт).
С марта 1920 и до своей смерти 28 января 1934 года занимал ответственные посты в органах государственного управления:
- март — сентябрь 1920: член Орловского губернского комитета РКП(б)
- сентябрь 1920 — январь 1921: председатель Орловского губисполкома
- март 1921 — май 1923: председатель Нижегородского губисполкома

С мая 1923 некоторое время находился на лечении.
- до декабря 1923 — председатель Екатеринбургского губисполкома
- декабря 1923 — май 1925: заместитель председателя Уральского облисполкома
- январь 1925 — 10 февраля 1926: член Арбитражного комитета при Совете Труда и Обороны СССР
- апрель 1925 — апрель 1926: заместитель председателя Центрсоюза (Центрального Союза потребительских обществ СССР)
- апрель 1926 — март 1929: председатель Средне-Азиатского Экономического совещания, член Комитета содействия строительства Семиреченской железной дороги при СНК РСФСР
- март — июль 1929: председатель Организационного комитета Президиума ВЦИК по Ивановской Промышленной области
- июль 1929 — январь 1930: председатель Ивановского Промышленного облисполкома
- январь 1930—1931: заместитель председателя СНК ЗСФСР
- 1931 — апрель 1932: член, секретарь Комитета товарных фондов при Совете Труда и Обороны СССР
- 1 апреля 1932—1933: председатель Комитета товарных фондов при Совете Труда и Обороны СССР
- сентябрь 1933 — 28 января 1934: заместитель председателя Московского облисполкома

## Смерть
Умер в Кремлёвской больнице во время операции. Был кремирован и похоронен в закрытом колумбарии № 6 Нового Донского кладбища города Москвы.

## Звания
Член ВЦИК IX—XII и XIV созывов (1922), член ЦИК СССР I, II, IV—VI созывов. Делегат X, XI, XV, XVII съездов партии.

## Сочинения
- Как рождалась партия большевиков. — Л., 1925.